# Corydalus bidenticulatus
Corydalus bidenticulatus is een insect uit de familie Corydalidae, die tot de orde grootvleugeligen (Megaloptera) behoort. De soort komt voor in het zuidwesten van de Verenigde Staten en Mexico.